# ノアの方舟に乗り込む動物たち
『ノアの方舟に乗り込む動物たち』（ノアのはこぶねにのりこむどうぶつたち、西: Entrada de los animales en el arca de Noé、英: The Animals entering Noah’s Ark）は、イタリア盛期ルネサンスのヴェネツィア派の画家ヤコポ・バッサーノが1570年ごろ、キャンバス上に油彩で制作した絵画である。『旧約聖書』中の「創世記」(6-7章) に記述されているノアの方舟に関する逸話を主題としている。作品はフェリペ4世の時代の1643年に購入され、現在マドリードのプラド美術館に所蔵されている。

## 主題
「創世記」によれば、地上に人間の悪が増したため人間を創造したことを後悔した神は、家畜や獣、鳥たちとともに人間を滅ぼすことを決意した。しかし、正しき者であったノアとその家族は除外し、洪水を起こす前に彼に方舟を造り、すべての動物を一つがいずつ乗船させるように命じた。ノアが指定された通りに方舟を造り、すべての動物たちとともに乗船すると、雨は40日40夜降り続き、ノアの家族と動物たち以外のすべての生き物たちは大洪水で滅びた。

## 作品

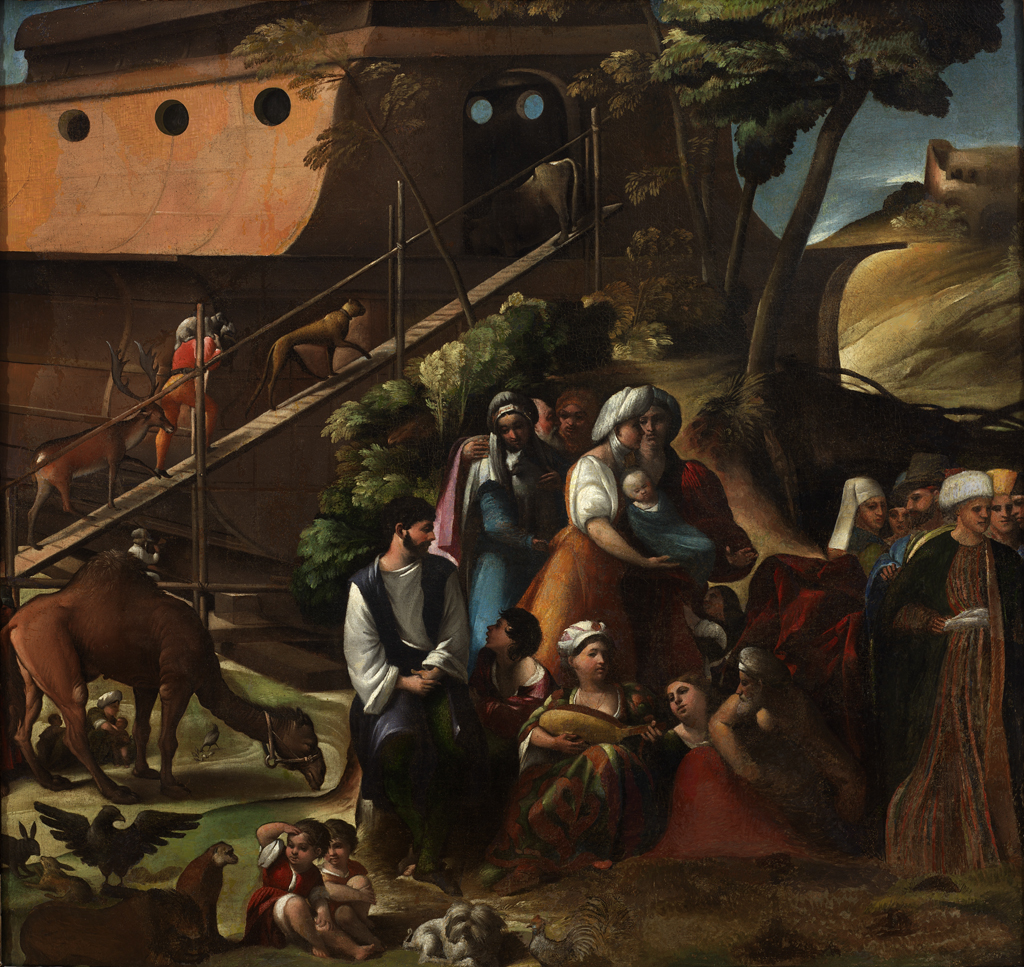
ドッソ・ドッシ 『ノアの方舟に乗り込む動物たち』 (1510年ごろ)、ロードアイランド・デザイン・スクール、プロヴィデンス

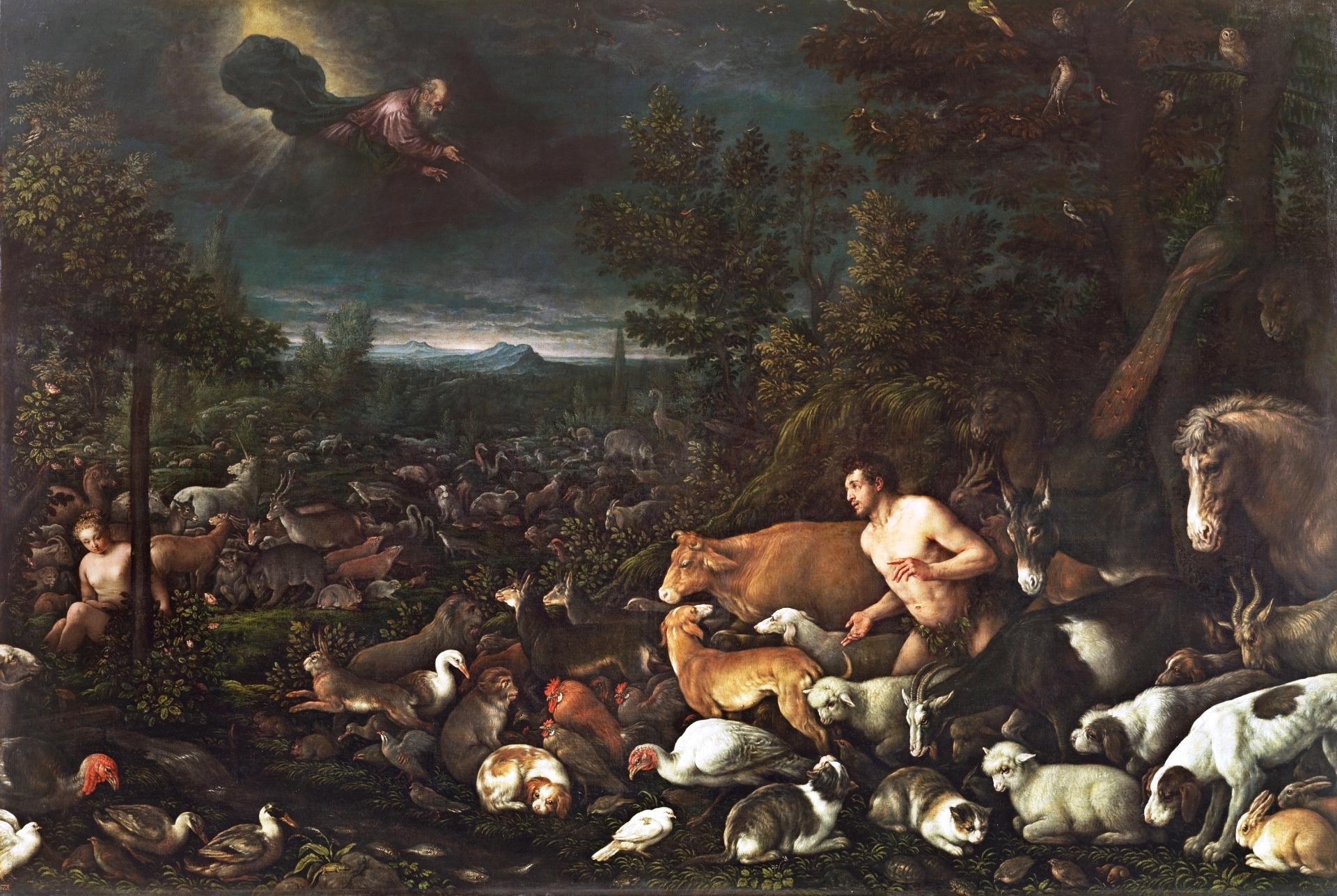
フランチェスコ・バッサーノとヤコポ・バッサーノ『神に咎められるアダム』 (1577年ごろ)、プラド美術館

本作は、1510年ごろにドッソ・ドッシが描いた『ノアの方舟に乗り込む動物たち』 (ロードアイランド・デザイン・スクール、プロヴィデンス) に次ぐ2番目の同主題作である。『旧約聖書』には、方舟の形や大きさ、素材に関する比較的詳細な記述があるが、ドッソ・ドッシやヤコポ・バッサーノを含むこの時代の画家たちはあまり関心を示さなかったようである。本作でも方舟は背景に過ぎず、乗船しようとする動物たちのほうに強い関心が寄せられ、動物たちが主役となっている。実際、この絵画のさまざまな動物たちを描くために多数の準備素描が用意され、それらは現在、ウフィツィ美術館とベルリン美術館に所蔵されている。
画面の動物たちは動物画を得意としたヤコポ・バッサーノにより写実的に描かれているが、『旧約聖書』の記述とは違い、一つがいずつとはかぎらない。牛や羊、犬といった身近な家畜に関しては3頭あるいはそれ以上描かれている。また、イノシシは1頭、鷲も1羽のみである。2頭のライオンはどちらもたてがみを生やしており、画家が雌のライオンの姿について十分な知識を持っていなかったことは明らかである。なお、耳の垂れている猟犬のポインター (画面前景中央左寄り) は画家とその工房が好んだもので、『神に咎められるアダム』 (プラド美術館) など多くの作品に登場している。
方舟に乗るためのスロープは1480年以降の慣例であり、挿絵入り聖書に由来する。画面前景のほぼ中央にいるノアは神の命を受け、大袈裟な身振りで答えている。ヤコポ・バッサーノはノア以外の救われた人物たちとしてノアの妻、彼の3人の息子、その妻たちを描き入れ、『旧約聖書』を尊重しているものの、彼らは宗教感情とはまったく無関係である。画家は農村の日常風景そのままにノアの家族が仕事に没頭している姿を描いたが、それこそが画家の意図であった。動物画とともに風俗画を得意としたヤコポ・バッサーノにとって、『聖書』の主題はのどかな田園風景を描くための口実に過ぎない。本作は、緻密な農村の描写を特徴とする作品なのである。
画面の奥に地平線が配され、そこに山々の尾根が描かれている。山際にはわずかな晴れ間があるが、そこから段階的に暗くなり、空は曇っている。本作に見られるこうした特徴は『神に咎められるアダム』などバッサーノ一族の画家たちとその工房による作品に共通しており、誰の手かを見分けるのは困難である。本作は主にヤコポ・バッサーノが描いたされるが、息子のフランチェスコ・バッサーノやジャンバッティスタの関与も指摘されている。